# Pungent Stench
Pungent Stench (engl., frei übersetzt „beißender Gestank“) ist eine Death-Metal-Band aus Österreich.

## Geschichte
Die Band wurde im Februar 1988 gegründet und löste sich 1995 und 2007 auf, 2000 und 2013 kam es zu einer Wiedervereinigung. Außerhalb Österreichs wurde man auf die Band schon 1989 aufmerksam, als ein Split-Album mit Disharmonic Orchestra erschien. Vor allem der etwas morbide Humor auf For God Your Soul... For Me Your Flesh verleiht Pungent Stench einen eigenen Charakter.
Das Album Been Caught Buttering mit morbidem Artwork ging noch einen Schritt weiter (ein gutes Beispiel stellt Splatterday Night Fever dar). Wie schon bei For God Your Soul... For Me Your Flesh stammt das Cover des Albums vom Fotografen Joel-Peter Witkin und zeigt einen abgetrennten, teilweise verwesten Kopf, der in zwei Teile zersägt wurde. Auch musikalisch entwickelte sich die Band weiter. Es folgten Touren in Europa und den USA. Eine Europa-Tournee Ende 1991 mit Type O Negative fiel wegen Kontroversen in der Musikpresse um Type O Negative über eine mutmaßliche Rechtsradikalität der Band aus.
1993 erschien die EP Dirty Rhymes and Psychotronic Beats, auf dem eine Coverversion des Titels Why Can the Bodies Fly enthalten ist, dessen Originalversion vom One-Hit-Wonder Warning stammt. Weiterhin wurde das Video „Viva La Muerte“ veröffentlicht, gefolgt vom 1994er Album Club Mondo Bizarre – For Members Only. Die textlichen Schwerpunkte der Band lagen mittlerweile mehr auf S/M und extremen sexuellen Neigungen. Nach einer dreimonatigen US-Tournee löste sich die Band 1995 auf.
1997 veröffentlichte die Band Praise the Names of the Musical Assassins, einen Tonträger mit 19 älteren, bis dato unveröffentlichten Aufnahmen, auf Nuclear Blast. Im Booklet kündigte die Band an, dass dies das letzte Kapitel der Bandgeschichte sei. Sänger Martin Schirenc gründete eine andere Band namens Hollenthon, die sich auf eingängigeren Death Metal mit klassischen Instrumenten spezialisierte. Hollenthon veröffentlichten die beiden Alben Domus mundi und With vilest of worms to dwell.
Herbst 2000 formierte sich die Band wieder, um 2001 mit Masters of Moral - Servants of Sin als neues Album zu veröffentlichen, welches wieder stark Death-Metal-lastig war. Als Ersatz für Jacek Perkowski übernahm nun Marius Mausna von Belphegor den Bass. Im Februar 2004 verließ Mausna die Band wieder, da er sich mehr auf seine neue Band Collapse 7 konzentrieren wollte, spielte aber bereits gebuchte Auftritte noch zusammen mit seinen beiden Kollegen. Das neue Pungent-Stench-Album Ampeauty wurde am 6. September 2004 veröffentlicht, und mit Fabio Testi wurde ein neuer Bassist gefunden. Dieser musste die Band nach einigen Monaten auf Grund persönlicher Differenzen verlassen. Mausna konnte erneut überzeugt werden, 2005 die gesamte Ampeauty-Tour mit der Band zu spielen, verließ die Band allerdings auf Grund familiärer Verpflichtungen als Vater. Zuletzt waren sie mit ihm Anfang 2006 mit Eisregen aus Tambach-Dietharz auf „Prosti-Tour“. Mausnas Platz nahm „El Gore“ ein, Gitarrist der Wiener Black-Metal-Band Defender KFS, mit dem bereits die für Mai 2006 angesetzte US-Tour absolviert wurde.
Im August 2007 löste sich die Band erneut auf; geplante Shows wurden abgesagt.
Ende 2013 kam es erneut zu einer Wiedervereinigung der Band. Der erste offizielle Auftritt der Band seit sechs Jahren fand am 13. Dezember 2013 beim Eindhoven Metal Meeting in den Niederlanden statt.

## Diskografie

### Studioalben
- 1990: For God Your Soul... For Me Your Flesh (indiziert am 30. Mai 1995, Listenstreichung am 29. Juni 2020)[3]
- 1991: Been Caught Buttering
- 1994: Club Mondo Bizarre – For Members Only (indiziert am 30. November 1995, folgeindiziert am 30. Oktober 2020)[4]
- 2001: Masters of Moral, Servants of Sin
- 2004: Ampeauty
- 2018: Smut Kingdom

### Sonstige Veröffentlichungen
- 1988: Mucous Secretion (Demo)
- 1989: Split mit Disharmonic Orchestra
- 1989: Extreme Deformity (EP)
- 1990: Blood, Pus and Gastric Juice / Confess All Goodness (Split mit Benediction)
- 1991: Shisyu (EP)
- 1993: Dirty Rhymes and Psychotronic Beats (EP)
- 1993: Video la Muerte (Live-Video)
- 1997: Praise the Names of the Musical Assassins (Raritäten-Sammlung)
- 2001: Loot, Shoot, Electrocute / The Temple of Set (Split mit Benediction)
- 2010: The Heathen Scum – Pungent Stench Sessions (Kollaborationsalbum mit Dr. Heathen Scum von den Mentors)
- 2018: First Recordings (Demo-Sammlung)
- 2018: Sick Bizarre Defaced Collection (Sammlung der Studioalben auf fünf Kassetten)
- 2019: #rapemetoo (Neuaufnahme der Kollaboration mit Dr. Heathen Scum)